# Grange cistercienne d'Ithe

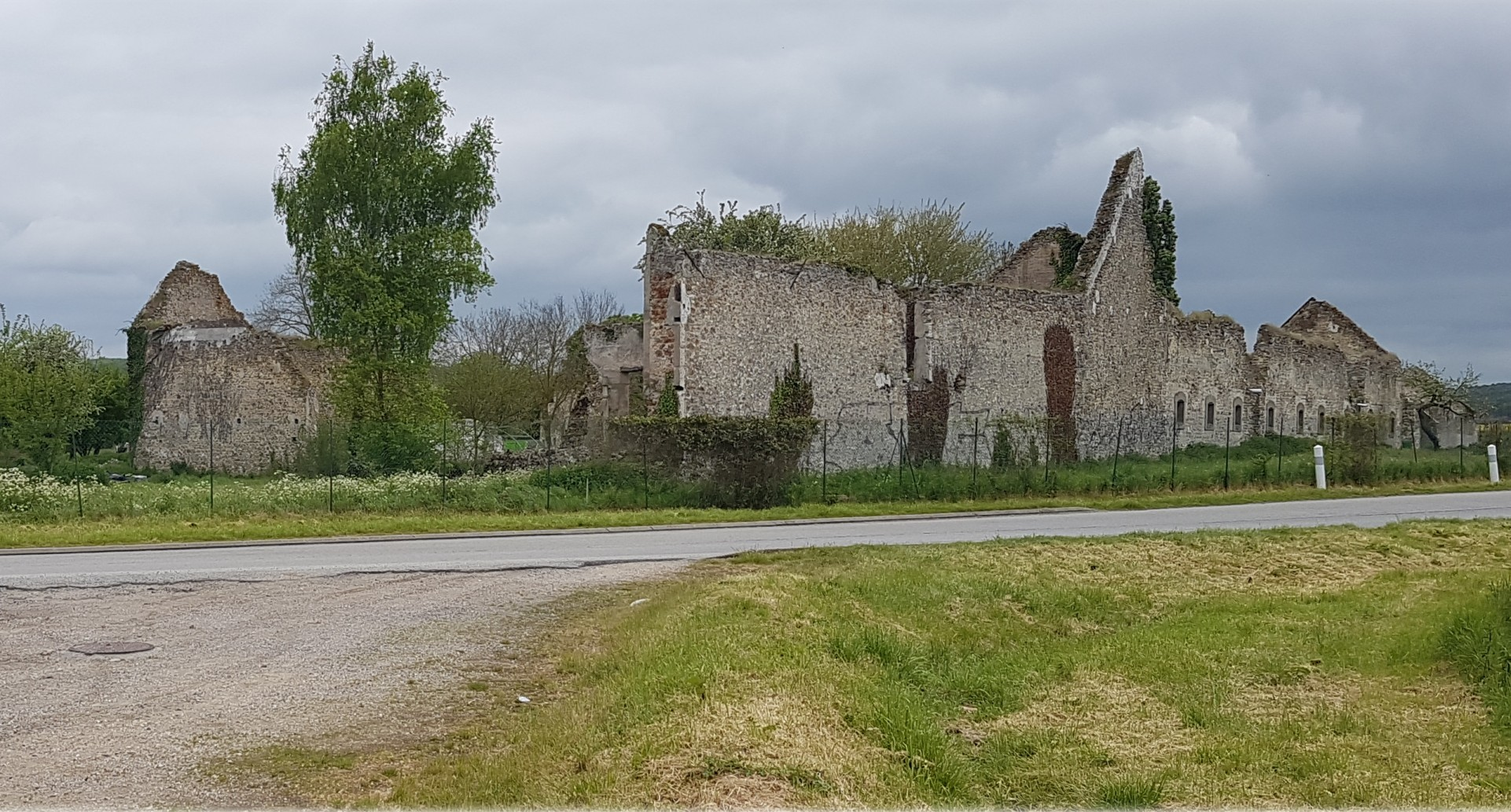
La ferme d'Ithe vue de l'ouest.

La grange puis ferme cistercienne d'Ithe située dans les Yvelines était une des dépendances agricoles de l'abbaye des Vaux-de-Cernay, fondée vers 1150, mise en ferme au XVe siècle puis rachetée en 1692 par Louis II Phélypeaux de Pontchartrain, chancelier de France.

## Histoire

### De la propriété monastique à la carrière de pierre (v.1150-1960)
La toponymie est incertaine : une hypothèse évoque le nom germanique Aita, trouvé sous la forme d'Aytam dans la charte de 1162 et récurrent pour désigner le lieu-dit. 
Fondée grâce à diverses donations sur des ruines romaines entre 1150 et 1162, date à laquelle la grange apparaît dans un diplôme de confirmation de Louis VII et donc peu après la "révolution agricole médiévale" qui trouve un point d'orgue dans les défrichements du XIIIe siècle, l'établissement est édifié à une journée de marche de son abbaye mère, les Vaux-de-Cernay, pour éviter des liens de domination trop lâches. De lui dépendaient des établissements plus petits, comme Chamborz, Lapendie, Tronchay ou Sablon de Berchères. Confiée à une dizaine de frères convers ou "frères lais", c'est-à-dire des moines dévolus aux tâches physiques et aux travaux des champs, la grange totalisant 130 hectares est affermée dans les années 1450 et régulièrement visitée par les moines, comme en 1517 lorsque le bailleur du moment, un certain Jean Hervé, détaille minutieusement les réparations qu'il a effectué sur les bâtiments en échange d'une remise en fermage. Au moins jusqu'au XIXe siècle, le domaine dispose ainsi d'un étang aménagé de vannes, d'un moulin encore non localisé et d'une chapelle Sainte-Anne patronnant l'importante foire de Jouars jusqu'au XVIIIe siècle. 

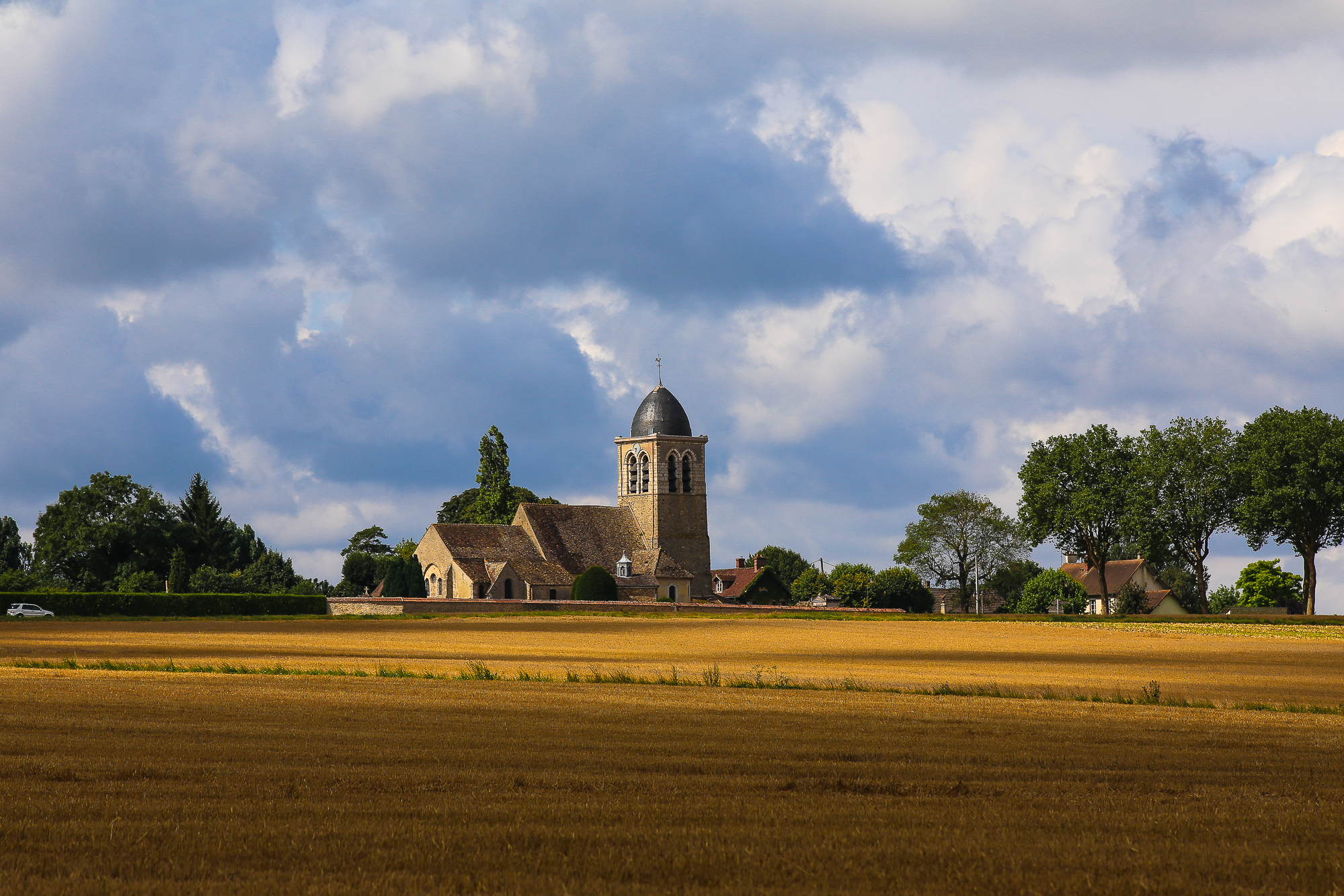
Vue de l'église Saint-Martin de Jouars-Pontchartrain depuis la ferme d'Ithe, au nord-ouest.

En 1692, le futur chancelier Louis II Phélypeaux rachète les terres pour les rattacher au domaine du Château de Pontchartrain et ainsi faire émerger un ensemble foncier cohérent dans la région, qui devient un laboratoire d'agronomie pour physiocrates. La famille doit abandonner ses biens en 1801, qui passent de propriétaires en propriétaires avant deux incendies accidentels en 1944 et 1960, menant à la désertion du site qui sert alors de décor pour Paris brûle-t-il ? de René Clément (1966). 
Construite en majorité en pierre meulière très recherchée pour sa solidité, la ferme est pillée pendant des années et est utilisée comme carrière de pierres par le voisinage.

### Archéologie
De 1994 à 1999, cinq années de fouilles préventives ont été réalisées sur le tracé de la déviation de la RN12.
Elles ont mis au jour les vestiges de l’agglomération gallo-romaine de Diodurum qui s’étend sur près de 40 hectares. De très nombreux vestiges et objets de la vie quotidienne, et des activités commerciales et artisanales y ont été retrouvés.
Ce sont plus de 2000 ans d’histoire qui ont partiellement resurgi à l’air libre sous les pelles mécaniques et les truelles des archéologues avant d’être à nouveau enfouis sous les remblais de la route moderne.
Depuis 2004, des fouilles programmées annuelles ont permis d’enrichir les connaissances sur les niveaux cisterciens et gallo-romains conservés dans le sous-sol de la ferme. Les différentes campagnes sont menées tous les ans durant les vacances de printemps et d’été et réunissent une quarantaine de participants bénévoles et stagiaires.
Elles permettent, dans le cadre de chantiers-écoles universitaires, de former de jeunes étudiants aux principes, méthodes et techniques de l’archéologie, au relevé architectural et à l’analyse du bâti. Ainsi que l’étude du mobilier archéologique et l’exploitation des données pour la rédaction de publications.

### Association
L’ApsaDiodurum, fondée en 2003 à l’initiative de la
commune de Jouars-Ponchartrain, s’attache à étudier
et sauver les vestiges de la ferme et mène une
reconnaissance du potentiel archéologique de son
sous-sol.
Dix communes en font aujourd’hui partie
(Bazoches-sur-Guyonne, Galluis, Jouars-Pontchartrain, Méré, les Mesnuls, Montfort-l’Amaury, Neauphle-le-Vieux, Saint-Rémy-l'Honoré,
le Tremblay-sur-Mauldre, Vicq). C’est
aussi le cas de plusieurs associations et sociétés archéologiques : l’ADRACHME, la SHARY, l’ASDM ainsi que l’association de Maurepas hier et aujourd’hui

### Valorisation
Le projet de l’association est avant tout la sauvegarde
des bâtiments de la Ferme d’Ithe ainsi que leur
restauration. Mais aussi la valorisation et la mise en
valeur du site archéologique antique et médiévale.
Le projet vise à la création d’un centre d’interprétation
et d’étude (CIARrP) pour accueillir les collections
archéologiques et les faire vivre au travers du site et de
son environnement complété d’un chantier-école.
Le site de la Ferme d’Ithe permettrait l’alliance entre
recherche, sensibilisation au patrimoine, pédagogie,
médiation culturelle et tourisme.

### Restauration
En collaboration avec le Groupement REMPART Ile-de-France, l’association a lancé depuis 2005 un chantier international de restauration de la chapelle du XVIIIème siècle construite à l’emplacement de la chapelle cistercienne originelle.
Depuis vingt ans, près de 200 étudiants ont participé à cette restauration, aujourd’hui dans sa phase finale.